# Бучма, Наталия Николаевна
Наталия Николаевна Бучма (укр. Наталія Миколаївна Бучма; 27 августа 1943 — 3 декабря 2017) — советский и украинский театральный режиссёр и педагог, дипломант всесоюзных и украинских фестивалей, лауреат театральной премии «Киевская пектораль» в номинации «Лучший спектакль для детей» (1995).

## Биография
Мама — Нина Донатовна Фесенко (1917—2005) — концертмейстер. Отец — Николай Никифорович Фесенко (1911—1992) — профессиональный военный. Преподавал в Киевском артиллерийском училище. В 1941 году, в связи с началом войны, получил направление с училищем в Красноярск, поехал туда с женой.
Старшая сестра Наталии — Людмила с бабушками осталась в Киеве. 27 августа 1943 года в Красноярске в семье Фесенко родилась вторая дочь Наталия. В марте 1943 года вернулись в освобождённый Киев и семья воссоединилась.
В 1950-м семья уезжает на Сахалин, куда Николая Никифоровича направляют служить в должности командира полка.
1954 год — Наталия с мамой и сестрой возвращаются в Киев. В 1955 возвращается отец.
Наталия ещё школьницей увлеклась театром кукол. Она организовывает в своей 25-й киевской школе кукольный кружок и руководит им с 1956 по 1961 год.
Нина Донатовна получает приглашение в качестве концертмейстера в детский театр кукол Октябрьского дворца пионеров, которым руководят Евгений и Нина Ливановы. Тогда же, в 1955 году Наталия становится участником этого коллектива, наряду с Аристархом и Игорем Ливановыми, ныне известными артистами театра и кино. Она пробудет там до 1960 года. В это же время Наташа посещает театральную студию под руководством народного артиста СССР Юрия Лаврова, ведущего артиста Киевского театра имени Леси Украинки.
В 1960 году она выходит на профессиональную сцену в качестве актрисы. На сцене Киевского республиканского театра кукол пробудет 2 года. И в 1962 году вернётся к детям, руководителем театра кукол Подольского дворца пионеров. Там впервые опробует свой метод работы с куклой, который за десятилетие практики оформится в законченную систему.
В 1970 году Н. Бучма поступает в Киевский институт театрального искусства им. И. К. Карпенко-Карого (ныне Киевский национальный университет театра, кино и телевидения им. И. К. Карпенко-Карого) на кафедру режиссуры драматического театра. Её учителями были известнейшие мастера сцены О. Соломарский и М. Рудин.
В 1974—1975 годах Наталия Бучма ставит преддипломный и дипломный спектакли в Одесском театре кукол. Спектакли получили признание зрителей, критики, высшую оценку в дипломе и награду Всесоюзного фестиваля пионерской организации — диплом І степени за постановку спектакля «Никогда не погаснет» В. Орлова. Уже тогда она поразила зрителей, критиков и педагогов незаурядным мастерством и новаторством.
После окончания обучения в 1975 году, она возглавляет Херсонский театр кукол. Там молодой режиссёр создаёт коллектив единомышленников и ставит спектакли, которые не раз были отмечены премиями и высокими наградами. И впервые в профессиональной среде внедряет в театральную практику свои педагогические наработки.
С 1978 года Наталия Николаевна Бучма — главный режиссёр Черниговского театра кукол. Несмотря на отсутствие у исполнителей этого театра профессионального образования и навыков, ей удаётся за годы работы создать крепкую профессиональную труппу. Работа с ней была хорошей школой для артистов. Труппой были созданы спектакли, которые остались в истории театра. Эти спектакли полюбились зрителям.
С 1981 года Наталия Бучма — главный режиссёр Криворожского театра кукол, руководитель студии театра. Прежде всего, она развернула тут масштабную педагогическую деятельность, которая была многовекторной и стала своеобразным университетом для артистов театра. Они занимались сценической речью, пластикой, вокалом, ритмом, сценическим боем, фехтованием. Но основным было воспитание артиста театра кукол на методе, разработанном Наталией Николаевной. Он позволял осовременить актёрскую технику и не только усовершенствовать определённые звенья актёрского мастерства, но полностью изменить весь психофизический аппарат артиста. Занятия студии были тесно связаны с практикой. Почти каждый новый спектакль Н. Бучмы в Кривом Роге был экспериментальным и вызывал неподдельный интерес всей театральной общественности.
Рождение дочери, которой не подошёл местный климат, вынуждает Бучму уйти из театра, где все налажено и удаётся. С 1985 до 1997. она режиссёр-постановщик в Киевском городском театре кукол (ныне Киевский муниципальный академический театр кукол). Здесь она также работает с артистами по своей программе. И ставит спектакли, которые выдерживают испытание временем, идут по 15 — 20 лет, не теряя своей художественности и актуальности.
Многие её спектакли уже сегодня можно назвать классикой театра кукол. Прежде всего, это «Котомка с песнями», в основе которой украинские песни, фольклор. Спектакль отмечен «Киевской пекторалью» 1995 года в номинации «За лучший спектакль для детей».
За многие годы на должности главного режиссёра Херсонского Архивная копия от 25 ноября 2016 на Wayback Machine, Черниговского, Криворожского театров кукол и режиссёра-постановщика Киевского муниципального театра кукол создала целую галерею ярких спектаклей. Её режиссёрская работа была не отделена от педагогической. Имеет 50-летний стаж педагогической деятельности. Нине заведующая отделением младших специалистов Киевской муниципальной академии эстрадного и циркового искусств. Её выпускники — специалисты международного уровня, лауреаты всеукраинских и международных фестивалей. Среди них Шоу-театры «ДеСаВи», "Brightly Black Архивная копия от 20 декабря 2016 на Wayback Machine, «Три в одном» и другие.
Со временем педагогическая деятельность Бучмы выходит на первый план.
С 1996 года она педагог в Киевском государственном училище эстрадного и циркового искусств (впоследствии колледж эстрадного и циркового искусств, затем Киевская муниципальная академия эстрадного и циркового искусств). Вместе с дочерью, Ольгой Бучмой, они открывают здесь новое направление в искусстве игровых кукол — куклы на эстраде.
С 1998 года Наталия Бучма—руководитель кафедры «Куклы на эстраде» в колледже, а с 2008 —декан эстрадного факультета Киевской муниципальной академии эстрадного и циркового искусств.
С 2016 года она заведует отделением младших специалистов.
Её выпускники выступают на разных площадках — эстрадных, цирковых, театральных. Им аплодируют зрители Украины, России, Словакии, Германии, Франции, Швейцарии, Англии, Турции, Южной Кореи, Китая, Вьетнама.
Сердце Натальи Бучмы перестало биться 3 декабря 2017 года в Киеве.

### Семья
- Супруг — Евгений Евгеньевич Семенюк (1951 г.р.), заведующий музыкальной частью Черниговского театра кукол, педагог и концертмейстер детской музыкальной школы
  - Сын — Олег Александрович Фесенко (1962 г.р.), писатель, режиссёр, программист
  - Дочь — Ольга Евгеньевна Бучма (1983 г.р.), кандидат искусствоведения, режиссёр, педагог, зав. кафедры эстрадных жанров Киевской муниципальной академии эстрадного и циркового искусств

## Трудовая деятельность
- 1960—1962 — Республиканский театр кукол: актриса.
- 1961—1975 — Дом пионеров Подольского района г. Киева: руководитель театра кукол.
- 1975—1978 — Херсонский областной театр кукол: главный режиссёр.
- 1978—1981 — Черниговский областной театр кукол: режиссёр — постановщик, и. о. главного режиссёра.
- 1981—1985 — Криворожский городской театр кукол: режиссёр-постановщик, главный режиссёр.
- 1985—1997 — Киевский городской театр кукол: режиссёр-постановщик.
- 1997—2008 — Киевский государственный колледж эстрадного и циркового искусств: педагог, зав. кафедрой «Куклы на эстраде».
- 30.08.2008 — 01.02.2016 — Киевская муниципальная академия эстрадного и циркового искусств: декан факультета эстрадного искусства, педагог-методист высшей категории, дисциплины: специализация «Куклы на эстраде», мастерство актёра, психофизический тренинг.
- 2016—2017 — Киевская муниципальная академия эстрадного и циркового искусств: заведующая отделением младших специалистов.

## Режиссёрские работы

### Одесский театр кукол
- 1973 — «Я — цыплёнок, ты — цыплёнок» Е. Чеповецкий
- 1974 — «Никогда не погаснет» В. Орлов

### Херсонский театр кукол
- 1975 — «Я — цыплёнок, ты — цыплёнок» Е. Чеповецкий
- 1975 — «Приключения Снеговика»
- 1075 — «Удивительный Павликен» А. Мончулов
- 1975 — «Голый король» Е. Шварц
- 1976 — «Голубой щенок» Д. Урбан
- 1976 — «Котигорошек» сказка
- 1976 — «Новогодние улыбки» Н. Бучма
- 1976 — «Два мастера» Ю. Елисеев
- 1976 — «Стойкий оловянный солдатик» В. Данилевич
- 1977 — «Заклятые враги» У. Лейес
- 1977 — «Карлик-нос» В. Гауф
- 1977 — «Звонкий голос молота» Б. Юнгер
- 1978 — «Аистёнок и пугало» Г. Крчулова, Л. Лопейська

### Киевский республиканский театр кукол
- 1978 — «Аистёнок и пугало» Г. Крчулова, Л. Лопейська
- 1978 — «Смелая сказка» Н. Давыдова

### Черниговский театр кукол
- 1978 — «Звездоход Федя» И. Токмакова
- 1978 — «Аистёнок и пугало» Г. Крчулова, Л. Лопейська
- 1979 — «Ай да Мыцык!» Е. Чеповецкий
- 1979 — «Волшебный корешок» Г. Усач
- 1979 — «Проделки бабы Яги» Н. Бучма
- 1980 — «Хочу быть большим» Г. Сапгир, Г. Циферов

### Горьковское театральное училище
- 1979 — «Зарядка для хвоста» Г. Остер
- 1979 — «Картинки с выставки» на основе фортепианной сюиты М. Мусоргского.

### Криворожский театр кукол
- 1981 — «Сын Чёрной горы» Б. Юнгер
- 1981 — «Как медведь стал курицей» Я. Длуголенский
- 1981 — «Про Петрушку» Е. Чеповецкий
- 1982 — «Иван-царевич, Серый волк и другие» В. Маслов
- 1982 — «Остров исполняющихся желаний» В. Цинибулк
- 1982 — «Песня гномика» Г. Мартиросян
- 1982 — «Главное желание» П. Высоцкий
- 1983 — «Три поросёнка» С. Михалков
- 1983 — «Сказка о потерянном времени» Е. Шварц
- 1983 — «Солнышко и снежные человечки» О. Веселов
- 1984 — «Красный, жёлтый, зелёный» П. Высоцкий
- 1984 — «День Кутясика и Кутилки» Й. Пегр
- 1984 — «Емелино счастье» Р. Сеф

### Киевский муниципальный академический театр кукол
- 1985 — «Кот, петух и лиса» сказка
- 1985 — «Снеговик растеряйка» И. и Я. Златопольские
- 1985 — «Петушок — золотой гребешок» сказка
- 1986 — «Для чего нам светофор» О. Торутин
- 1986 — «Ещё раз о Красной Шапочке» С. Коган, С.Ефремов
- 1986 — «Белый кот и Новый год» И. и Я. Златопольские
- 1987 — «Легенда про Довбуша» Н. Шейко-Медведева
- 1987 — «Домик ледяной, домик лубяной» сказка
- 1988 — «Две снегурочки» Н. Бучма
- 1988 — «Ай да Мыцык!» Е. Чеповецкий
- 1989 — «Я — цыплёнок, ты — цыплёнок» Е. Чеповецкий
- 1989 — «Соловей-разбойник» Н. Бучма
- 1990 — «Шалунишки» Я. Рыль-Кристяновский
- 1990 — «Проделки Бабы-яги» Н. Бучма
- 1992 — «Слонёнок» Г. Владычина
- 1993 — «Волшебная ночь» В. Данилевича
- 1994 — «Дремота и Зевота» О. Бучма
- 1995 — «Котомка с песнями» В. Данилевич, Н. Бучма (спектакль стал лауреатом премии «Киевская пектораль» в номинации «Лучший спектакль для детей»)
- 1995 — «Светофорная мозаика» Н. Бучма
- 1996 — «Дед и баба» Н. Бучма.
- 2003 — «Неожиданные встречи в новогоднюю ночь» О. Бучма
- 2004 — «Потерянный день рождения» О. Бучма

### Киевский государственный колледж эстрадного и циркового искусств
- 1999 — «Котомка с песнями» В. Данилевич, Н. Бучма
- 2000 — «Сон в майскую ночь» концертный номер
- 2000 — «Светофорная мозаика» Н. Бучма
- 2001 — «Грибалия» А. Головко. Студенческий дипломный спектакль
- 2001 — «Памяти Родена», «Фигуристка» концертные номера
- 2002 — «Сёстры Горошковы», «Галатея» концертные номера
- 2002 — «Бой-женщина» Г. Квитка-Основьяненко
- 2002 — «Рукавичка» Н. Бучма
- 2003 — «Так погиб Гуска» Н. Кулиш
- 2003 — «Новогодние проделки Бабы-яги» Н. Бучма
- 2004 — «Аистёнок и пугало» Г. Крчулова, Л. Лопейская
- 2004 — «Весёлая азбука» Н. Бучма
- 2005 — «Зевота и Дремота» Н. Бучма
- 2005 — «Беда от нежного сердца» В. Соллогуб
- 2006 — «Эта любовь…» М. Зощенко (по мотивам произведений)
- 2007 — «Соловей-разбойник» Н. Бучма

### Киевская муниципальная академия эстрадного и циркового искусств
- 2008 — «На лавочке» инсценизация картинок Х. Бидструпа
- 2009 — «Дискотека» концертный номер
- 2010 — «Небылицы» эстрадный спектакль из концертных номеров
- 2011 — «Танцовщица» концертный номер
- 2012 — «Грибалия» А. Головко

## Награды и признание
- Диплом І степени Всесоюзного фестиваля пионерской организации за постановку дипломного спектакля «Никогда не погаснет» В. Орлова в Одесском театре кукол. 1975 г.
- Диплом І степени Республиканского фестиваля драматургии и театрального искусства народов СССР. Бучме Н. Н., главному режиссёру Херсонского театра кукол за постановку спектакля «Звонкий голос молота» Б. Юнгера. 1977 г.
- Почётная грамота ЦК КП Украины. Бучме Н. Н., победителю в социалистическом соревновании среди режиссёров театров кукол Украины. 1977 г.
- Диплом І степени Республиканского фестиваля драматургии и театрального искусства народов СССР за постановку спектакля «Стойкий оловянный солдатик» В. Данилевича в Херсонском театре кукол, 1977 г.
- Лауреат премии им. Багрицкого за постановку спектакля «Главное желание» П. Высоцкого в Криворожском театре кукол. 1982 г.
- Номинант театральной премии «Киевская пектораль» «За лучший спектакль для детей» «Волшебная ночь» В. Данилевича
- Театральная премия «Киевская пектораль» «За лучший спектакль для детей». Бучме Н. Н., режиссёру спектакля «Котомка с песнями» («Торбина з піснями») В. Данилевича. 1995 р.
- Диплом Союза театральных деятелей Украины. Бучме Н. Н., режиссёру Киевского городского театра кукол за многолетнюю творческую работу на ниве воспитания подрастающего поколения средствами искусства. 1998 г.
- Благодарность за подписью Министра культуры и искусства Украины Б. Ступки и Председателя Центрального комитета профсоюза работников культуры Украины Л. Ф. Перелигиной. Бучме Н. Н., заведующей цикловой комиссией «Куклы на эстраде».
- За добросовестную педагогическую роботу по подготовке специалистов в области эстрадного и циркового искусств и в связи с 25-летием со дня основания учебного заведения. 2000 г.
- Диплом ІІІ Международного фестиваля национальной классики на сцене театров кукол. За спектакль «Торбина з піснями» награждается Киевский муниципальный театр кукол. Ивано-Франковск. 2005 г.
- Благодарность от Киевского государственного колледжа эстрадного и циркового искусств. Бучме Н. Н. за значительный личный вклад в подготовку кадров для искусства, активную гражданскую деятельность, высокие творческие достижения и в связи с тридцатилетием Киевского государственного колледжа эстрадного и циркового искусств, 2005 г.
- Грамота Киевской муниципальной академии эстрадного и циркового искусств за подписью ректора В. Корниенко. Бучме Н. Н. за значительные педагогические достижения в воспитании молодого поколения мастеров, важную роль в развитии украинского искусства. 2011 г.
- Диплом VІ международного фестиваля «Творческие рандеву в Чернигове». Бучме Н. Н., почётному представителю Черниговского областного театра кукол в Киеве. Черниговский областной театр кукол им. А. Довженко. 2011 г.
- Благодарность за подписью директора Русановского лицея И. Бельцевич. За профессиональную помощь подготовке образцового лицейного театра «Камертон», лауреата Третьего фестиваля театральных коллективов Киева «Серебряный источник».2003 г.
- Почётная грамота за подписью Министра культуры Украины Л. М. Новохатько. За весомый вклад в создании духовных ценностей и высокое профессиональное мастерство. 2013 г.
- Почётная грамота за подписью Президента УЦ УНІМА Л. П. Попова. Бучме Н. Н., персональному члену УНІМА, декану факультета эстрадного искусства Киевской муниципальной академии эстрадного и циркового искусств за многолетнюю, добросовестную роботу и личный весомый вклад в развитие искусства театра кукол и в связи с 70-летием со дня рождения.2013 г.